# ديفل ورلد
ديفل وولد (بالإنجليزية: Devil World‎؛ باليابانية: デビルワールド‎، ‏Debiru Wārudo)، هيَ لعبة فيديو مِن نوع متاهة صدرت لجهاز فاميكوم بتاريخ 5 أكتوبر 1984.تاماغون ، تنين أخضر وَشجاع يخوض مغامرة في عالم الشياطين. بينما يتجول تاماغون في المتاهات المليئة بالوحوش، يجمع الصُلبان التي تمنحه قوة اطلاق النيران وَابتلاع النقاط، لكن بدونها يكون عاجزاً عن الدفاع. بالإضافة إلى ذلك، وَللمزيد مِنَ التحدي، حيث يجلس شيطان ذو أجنحة كبيرة، يُعرف ببساطة باسم "الشيطان"، في الأعلى من الشاشة، يعبث بالمتاهة مع أتباعه. على الرغم من عدم صدور نسخة أمريكية رسمية للعبة بسبب سياسة أمان المحتوى، إلا أنها وجدت مكاناً لها في أوروبا بتاريخ 15 يونيو 1987، وفيما بعد على منصة فرتشول كونسول لجهاز وي في بعض المناطق.